# (113659) Faltona
(113659) Faltona est un astéroïde de la ceinture principale.

## Description
(113659) Faltona est un astéroïde de la ceinture principale. Il fut découvert le 2 octobre 2002 à Campo Imperatore par Ernesto Palomba. Il présente une orbite caractérisée par un demi-grand axe de 3,14 UA, une excentricité de 0,07 et une inclinaison de 8,4° par rapport à l'écliptique.